# Équipe du Koweït des moins de 17 ans de football
Maillots
L'équipe du Koweït des moins de 17 ans est une sélection de joueurs de moins de 17 ans au début des deux années de compétition placée sous la responsabilité de la Fédération du Koweït de football. L'équipe a été 2 fois quart de finaliste de la Coupe d'Asie des nations des moins de 16 ans mais n'a jamais participé à la Coupe du monde de football des moins de 17 ans.

## Parcours en Coupe d'Asie des nations de football des moins de 16 ans
- 1985 : Forfait
- 1986 : Non qualifié
- 1988 : Non qualifié
- 1990 : Non qualifié
- 1992 : Non qualifié
- 1994 : Non qualifié
- 1996 : 1er tour
- 1998 : Non qualifié
- 2000 : 1er tour
- 2002 : Non qualifié
- 2004 : Quarts de finale
- 2006 : Non qualifié
- 2008 : Non qualifié
- 2010 : 1er tour
- 2012 : Quarts de finale
- 2014 : 1er tour
- 2016 : Suspendu
- 2018 : Suspendu
- 2023 : À venir

## Parcours en Coupe du monde des moins de 17 ans
- 1985 : Non qualifié
- 1987 : Non qualifié
- 1989 : Non qualifié
- 1991 : Non qualifié
- 1993 : Non qualifié
- 1995 : Non qualifié
- 1997 : Non qualifié
- 1999 : Non qualifié
- 2001 : Non qualifié
- 2003 : Non qualifié
- 2005 : Non qualifié
- 2007 : Non qualifié
- 2009 : Non qualifié
- 2011 : Non qualifié
- 2013 : Non qualifié
- 2015 : Non qualifié
- 2017 : Suspendu
- 2019 : Suspendu
- 2023 : À venir